# Laagpakket van Brunssum
Het Laagpakket van Brunssum, ook bekend als de Afzettingen van Brunssum, de Klei van Brunssum of Brunssummerklei, is een afzetting uit de Kiezeloöliet Formatie in de Boven-Noordzee Groep. Het laagpakket werd in een meanderend fluviatiel en lacustrien milieu afgezet in het Plioceen.
Het laagpakket is vernoemd naar Brunssum.

## Geschiedenis
Tijdens het Plioceen bevond zich hier een riviervlakte of moeras in de buurt van een meer waarin al meanderend klei werd afgezet.

## Gebied
Het Laagpakket van Brunssum is afgezet in Nederlands Zuid-Limburg en de Roerdalslenk.
Ten noorden van Brunssum werd in de Romeinse tijd en in de middeleeuwen klei van hoge kwaliteit uit het laagpakket gewonnen voor de productie van aardewerk. Rond het jaar 50 ontstond in Coriovallum een grote pottenbakkersindustrie waar de Brunssummerklei werd gebruikt voor het vervaardigen van onder andere Romeinse kruiken. De bekendste kruik is de zogenaamde Lucius-kruik, waarvan de inscriptie in het kort het levensverhaal van de pottenbakker Lucius vertelt.

## Afzettingen
Het Laagpakket van Brunssum bestaat uit stevige grijsbruine tot donkerbruine klei die sterk siltig en zwak zandig is. Het kleipakket heeft ingeschakelde lagen bruinkool en fijn tot matig grof zand (150-300 µm).